# 白石正三
白石正三（しらいし しょうぞう、1958年（昭和33年）1月27日 - 2010年（平成22年）1月19日）は、日本の大阪府大阪市出身のテニス選手。

## 人物
1986年の全日本テニス選手権の男子シングルスで中村聡一を破り優勝している。1985年と1988年も決勝まで進出しているがいずれも福井烈に敗れ準優勝になっている。国際大会の舞台では1984年よりデビスカップの代表に選ばれており、アメリカ合衆国のアーロン・クリックステインやスペインのセルヒオ・カサルなどと対戦している。1992年にはアートネイチャーのCMに出演。
引退後はコーチとして尾崎真衣加などの指導をしたほか、2000年よりデビスカップ日本代表のコーチに就任した。2002年に韓国の釜山で開催されたアジア競技大会では監督を務め、寺地貴弘、小野田倫久、鈴木貴男、トーマス嶋田のメンバーで優勝を果たした。
2010年1月19日、前立腺がんにより逝去。51歳没。